# Route nationale 334
Die Route nationale 334, kurz N 334 oder RN 334, war eine französische Nationalstraße, die von 1933 bis 1973 von Coucy-le-Château-Auffrique nach Boves verlief. Von 2002 bis 2006 wurde die Nummer erneut verwendet. Mit der Inbetriebnahme des Nordteils der Rocade de Béziers wurde die Nummer für die gesamte Rocade eingeführt. Die N1112, welche die Ostumgehung umfasste wurde umnummeriert. Seit 2006 trägt die Rocade die Nummer D612.

## N334a
Die N334A war von 1933 bis 1973 ein Seitenast der N334. Sie zweigte in Roye ab und verlief bis ins 11,5 Kilometer entfernte Vrély.